# MCM Comic Con London

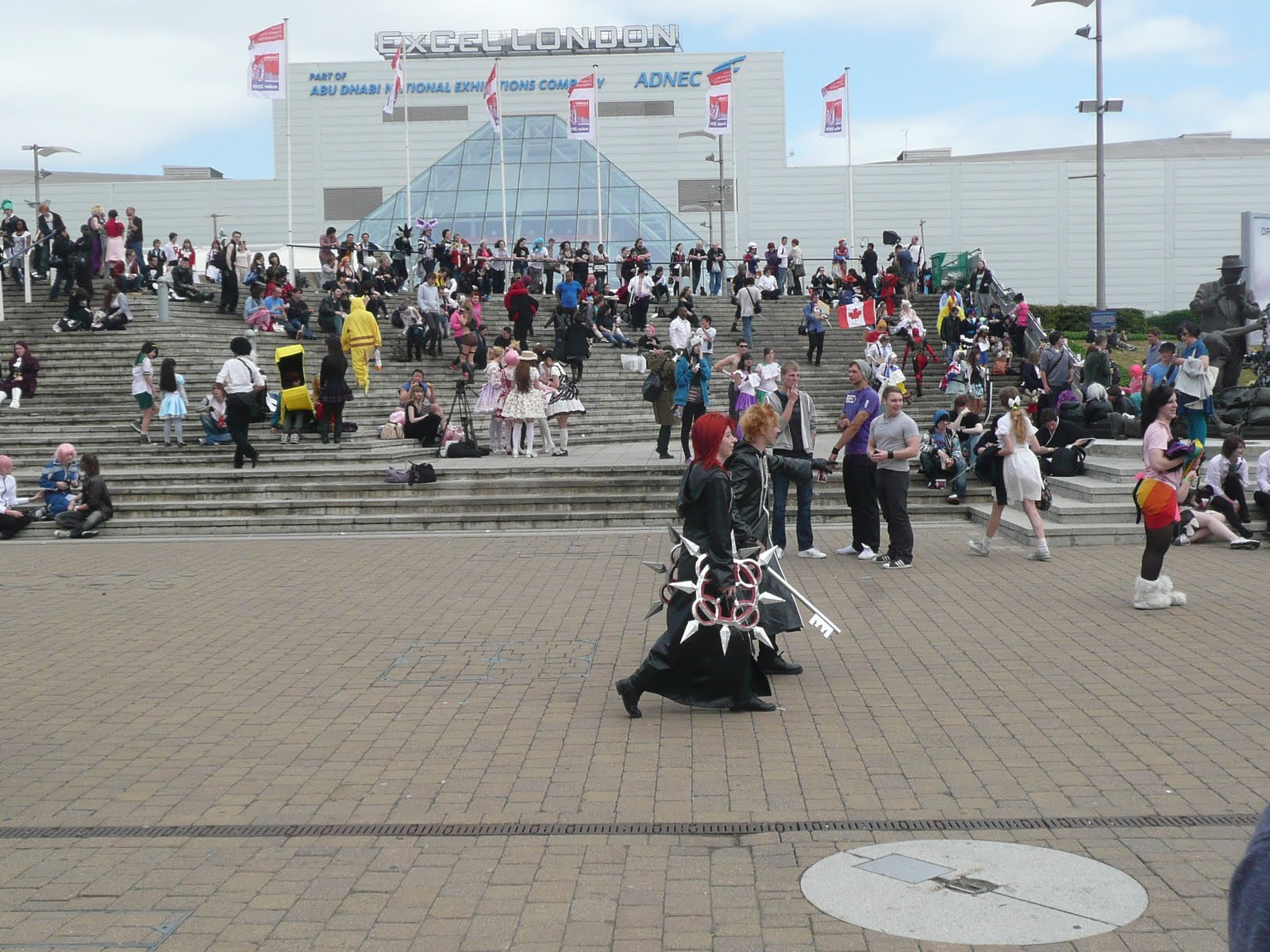
18ª edição do London MCM Expo.

MCM Comic Con London é uma convenção de fãs de animes, mangás, jogos de vídeo e cosplay, realizada em Londres desde 2002. O evento é realizado duas vezes por ano e abrange cerca de 60000 participantes.